# 飓风拉蒙
飓风拉蒙（英語：Hurricane Ramon）是1987年10月在南加利福尼亚州降下暴雨的一场高强度太平洋飓风，也是活跃程度高于平均水平的1987年太平洋飓风季形成的第19场获命名的风暴，由10月初的热带扰动发展而成。10月5日，曼萨尼约西南方向数百英里海域有热带风暴形成，直接跳过热带低气压阶段。拉蒙起初朝西面移动，之后转向西北偏西。10月7日，气旋达到飓风强度，再于两天后达到风力时速220公里的最高强度。拉蒙接下来转向西北，并因行经洋面水温降低而急剧减弱，于10月11日降级成热带风暴，次日又进一步弱化成热带低气压，并且不久后便完全消散。
虽然自始至终远离陆地，但拉蒙还是在下加利福尼亚半岛产生小雨。风暴残留之后在加利福尼亚州降下暴雨并引发洪灾，间接导致五人因交流意外遇难。内陆方向远至犹他州都出现降水。

## 气象历史
飓风拉蒙源于10月初墨西哥中部上空大规模高压脊南面的热带扰动。由于行经洋面水温较高，达到约29℃，这股扰动天气逐渐组织，东太平洋飓风中心于协调世界时10月5日下午18点把中心位于阿卡普尔科西南方向约925公里海域的系统升级成热带风暴，并以“拉蒙”（Ramon）命名。气象机构起初预计气旋会向西移动，不会影响陆地，但实际情况并非如此。拉蒙在热带风暴强度下约保持了24小时，然后就转向西北偏西并开始增强。10月7日中午12点，东太平洋飓风中心报称气旋已强化成飓风。约24小时后，风暴强度达到萨菲尔-辛普森飓风等级下的二级飓风标准。拉蒙快速增强，于10月8日达到大型飓风强度。10月9日早上6点，气旋升级成四级飓风，并在几乎同一时间达到持续风速每小时220公里的最高强度，之后在此强度下保持的时长约为24小时。
保持最高强度约一天后，飓风开始减弱。10月10日晚，拉蒙在转向西北期间小幅弱化，但次日清晨就已降级成二级飓风。受高速气流和行经洋面水温逐渐降低的共同影响，气旋开始快速消退。10月11日早上6点，风暴强度降至一级飓风标准，再于当晚降级成热带风暴，10月12日进一步减弱成热带低气压，最终于当天早上6点完全消散。拉蒙的残留湿气之后进入南加利福尼亚州上空，产生创纪录的降雨量。

## 防灾措施和影响

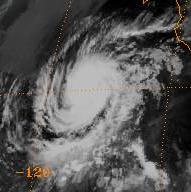
10月9日，位于墨西哥西南方向的拉蒙正在增强。

由于难以确认风暴动向，飓风拉蒙离加利福尼亚州位置尚远时，橙县南部、圣迭戈县、圣贝纳迪诺县西部和河滨县就收到山洪爆发预警。此外，包括圣安娜山、拉古纳山和约书亚树国家纪念区在内的大范围地区进入警戒状态。风暴还在海上时就令下加利福尼亚半岛太平洋海岸受到大浪冲击，半岛最南端的卡波圣卢卡斯（Cabo San Lucas）测得0.91米的轻浪。拉蒙的外围雨带在半岛局部地区产生降水。
气旋残留令南加利福尼亚州普降暴雨，降雨量最高的彭德顿营达到54毫米。圣地牙哥共降下13毫米雨量，引发街道洪灾。圣迭戈县降下瓢泼大雨，有两人分别死于交通事故，更北面的洛杉矶市也有三人因交通意外遇难。暴雨覆盖范围还向西延伸到河滨县的赫米特，当地发生车祸，导致三人受伤。不过，风暴产生的降水也不无益处，帕洛马山此前已持续一周、受灾面积达6500万平方米的森林火灾得到控制。橙县和圣迭戈县有多条街道封闭，一间图书馆的屋顶漏水，工作人员不得不将书掩盖起来保护。此外，泉溪河的河水溢出河道。气旋的残留湿气还在内华达州、亚利桑那州、犹他州和科罗拉多州西南部产生降水。这些湿气有助于缓解盐湖城已持续37天的旱情。整场风暴一共间接导致五人丧生，均为交通事故引发。